# Xonotlite
La xonotlite è un minerale.